# Bolimów
Pour la gmina, voir Bolimów (gmina).
Bolimów est une localité polonaise, siège de la gmina de Bolimów, située dans le powiat de Skierniewice en voïvodie de Łódź.